# Karl Axel Bratt
Karl Axel Bratt, född 23 december 1882 i Karlstad, död 28 maj 1958 i Djursholm, var en svensk arméofficer, militärvetenskaplig författare och ämbetsman.
Bratt blev underlöjtnant vid Värmlands regemente 1904, löjtnant där 1907 och kapten vid Generalstaben 1918. Han var lärare vid Krigshögskolan på deltid 1920–1924, blev kapten vid Svea livgarde 1922, åter vid Generalstaben 1924, var lärare vid finska krigshögskolan 1924–1926, befordrades till major 1926, tjänstgjorde vid Krigshögskolan från 1927, vid Svea livgarde från 1928, på övergångsstat 1928–1938, och blev överstelöjtnant i armén 1932. Han befordrades 1935 till överste och var krigsmaterielinspektör vid Handelsdepartementet 1935–1946, och var den förste innehavaren av denna post. Bratt invaldes 1943 som ledamot av Krigsvetenskapsakademien. Han blev riddare av Svärdsorden 1925 och av Nordstjärneorden 1941.
Efter att ha lämnat den aktiva tjänsten ägnade sig Bratt, påverkad av krigsteknikens, främst flygvapnets utveckling åt en pacifistiskt betonad propaganda enligt parollen "krig emot kriget". Han utgav bland annat Krig, fred och försvar (1928). Tillsammans med löjtnant G. Sergel författade han kapitlet om luftstridsmedlens betydelse för framtida krig i den Interparlamentariska unionens utredning "What Would be the Character of a New War?" (1931). De framför i denna bl.a. tankar om utspridda luftstridskrafter som enligt W. Agrell var häpnadsväckande framsynta. Huruvida dessa tankar utgjorde grunden för senare svensk flygdoktriner manifesterade i t.ex. Flygbas 60 framgår dock inte. Resonemanget anses bygga på sjökrigsteoretikerns Alfred Thayer Mahans teorier om en underlägsen flottas möjligheter att uppträda som "a fleet in being".
Karl Axel Bratt var son till överste Claës Bratt, bror till Gösta och Helmer Bratt samt far till Ingemar Bratt. Han är begravd på Norra begravningsplatsen utanför Stockholm.